# Sint-Medardusabdij (Soissons)

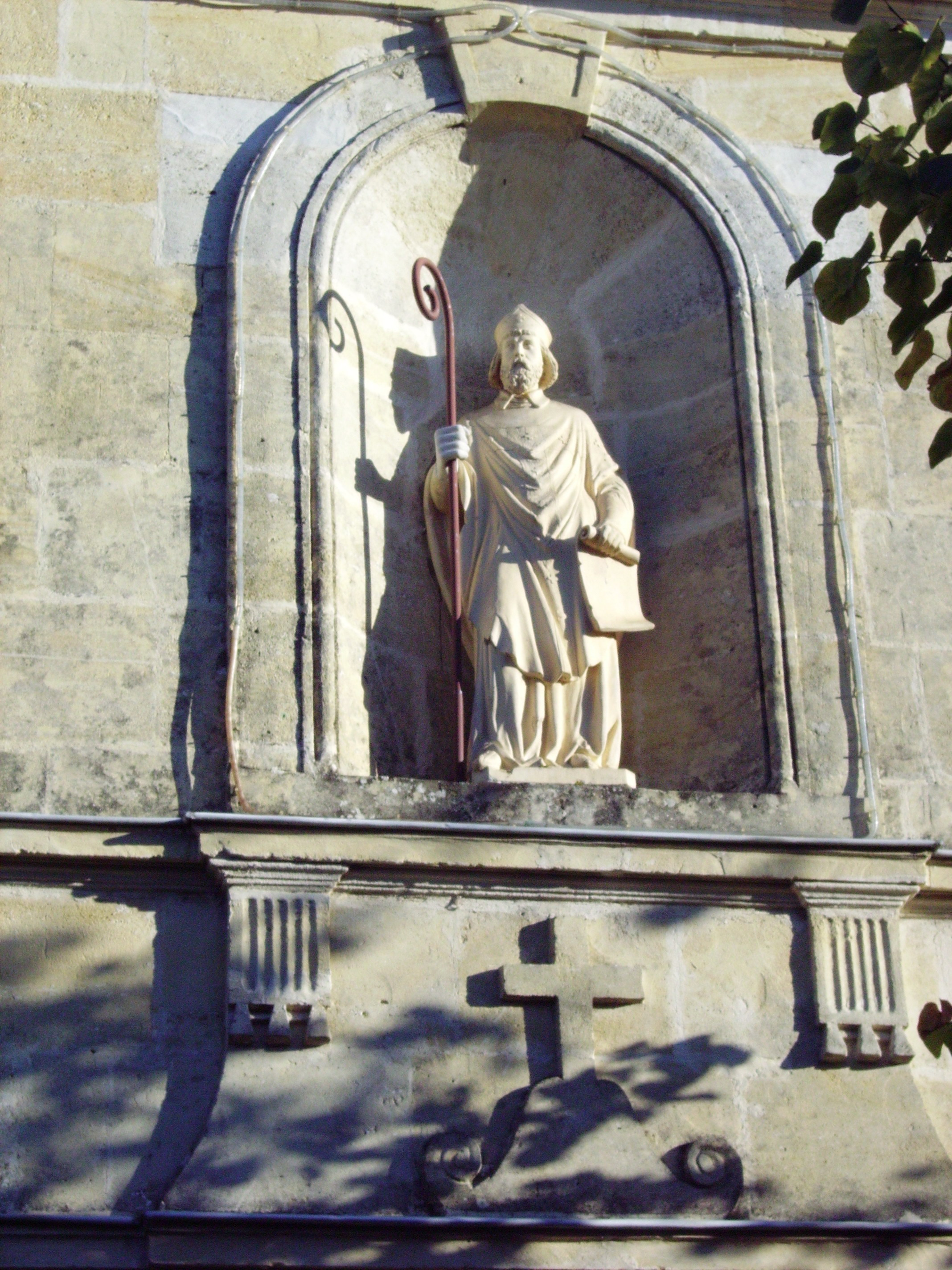
Sint Medard aan de gevel van de Sint-Medardusabdij

De Abdij van Sint-Medardus bij Soissons was een benedictijnse abdij, die op zeker moment de belangrijkste van Frankrijk was.

## Geschiedenis
De abdij werd in 557 gesticht door Chlotarius I op zijn landgoed van Crouy, vlak bij de oude villa van Syagrius, net buiten de toenmalige grenzen van de stad Soissons in Picardië.  De Frankische koning wilde er de overblijfselen van Sint-Medardus huisvesten; de legende is dat tijdens de rouwstoet de baar tot stilstand kwam in Crouy en dat het het onmogelijk was om de stoet weer in beweging te zetten totdat de koning het gehele landgoed Crouy had gedoneerd voor de stichting van de abdij.
Behalve Sint-Medardus liggen ook de Frankische koningen Chlotarius I en Sigebert I hier begraven. In 751 werd de laatste Merovingische koning Childerik III hier afgezet en werd de Karolinger, Pepijn de Korte hier tot koning gekroond. Richard Gerberding, de moderne redacteur van de Liber Historiae Francorum plaatst de anonieme auteur van dit werk rond 727 in de abdij van Sint-Medardus.
Hilduin, abt 822 tot 830, verkreeg in 826 van paus Eugenius II relikwieën van Sint-Sebastiaan en Sint-Gregorius de Grote. Hij slaagde er ook in de overdracht naar de abdij van Medardus van de relieken van Sint-Godehard en Sint-Remigius te verkrijgen. Hij herbouwde de kerk, die in aanwezigheid van Karel de Kale en twee-en-zeventig prelaten, werd ingewijd op 27 augustus 841; de koning zelf assisteerde bij het binnendragen van het lichaam van Sint-Medardus in de nieuwe kerk.
In 833 werd Lodewijk de Vrome gevangengenomen. Hij onderging een openbare boetedoening in de abdij van Sint-Medardus.
In 1131 wijdde paus Innocentius II de herbouwde kerk opnieuw in en verleende een ieder die de abdij van Sint-Medardus bezocht aflaten, die bekendstonden als "Sint-Medardus aflaten".
De rijkdom van de abdij was immens. In de 12e eeuw bezat de gemeenschap ongeveer tweehonderdtwintig lenen. In de abdij werden ook munten geslagen. 
Deze rijkdom bleef tot in de 16de eeuw intact. De Franse godsdienstoorlogen maakten hier echter een einde aan. Hoewel de abdij in 1637 werd gerestaureerd, kon deze nooit meer zijn vroegere status herwinnen. De abdij werd in de Franse Revolutie ontbonden.
De gebouwen waren aan het begin van de 20e eeuw verdwenen, dit met uitzondering van de nog bestaande, maar bijna vergeten crypte uit ongeveer 840.

## Abten
Onder de abten van Sint-Medardus waren:
- Hilduin, abt van 822-830
- Rothadius van Soissons, 832-869 met onderbreking
- Saint Arnold van Soissons, die in 1081 bisschop van Soissons werd;
- Saint Gerald van Sauve-Majeure, laat 11de eeuw;
- Kardinaal de Bernis, abt in commendam vanaf 1756

## Voetnoten
1. ↑  (en)  Richard Arthur Gerberding, The rise of the Carolingians and the Liber historiae Francorum (De opkomst van de Karolingers en de Liber historiae Francorum), Oxford : Clarendon Press. (1993).
2. ↑  (en)  Foto's van de crypte van de abdij van Sint-Medardus